# Нагрудный знак «Почётный работник транспорта России»
Нагрудный знак «Почётный работник транспорта России» — ведомственная награда Министерства транспорта Российской Федерации, учреждённая приказом Минтранса № 130 от 18 октября 2005 года «О ведомственных наградах Министерства транспорта Российской Федерации» (с изменениями и дополнениями от 20 июня 2007 г. и 23 сентября 2013 г.).

## Правила награждения
Нагрудным знаком «Почётный работник транспорта России» награждаются руководители и специалисты организаций автомобильного, внутреннего водного, воздушного, городского электрического (включая метрополитен), железнодорожного, морского (включая морские торговые, порты) и промышленного транспорта, дорожного хозяйства, сотрудники Министерства, центрального аппарата федеральной службы и федеральных агентств, находящихся в ведении Министерства, их территориальных органов и иные лица:
- за заслуги в развитии перевозочной и транспортно-экспедиторской деятельности, строительстве и эксплуатации автомобильных дорог, реконструкции и обслуживании водных путей и судоходного гидротехнического оборудования, ремонте и обслуживании транспортных средств;
- за активное проведение экономических реформ на транспорте;
- за разработку или внедрение новой техники и технологий, использование передовых форм и методов организации труда, дающих значительный экономический эффект;
- за успешную и эффективную научную, рационализаторскую и изобретательскую деятельность;
- за эффективную работу в области контроля и надзора на транспорте и в дорожном хозяйстве;
- за разработку проектов законодательных и нормативных актов по вопросам деятельности транспортного комплекса России; улучшение условий охраны труда и техники безопасности, обеспечение безопасности движения и сохранности грузов, развитие социальной сферы;
- за заслуги в области подготовки специалистов и квалифицированных рабочих для транспортного комплекса.

Нагрудным знаком награждаются работники:
- имеющие стаж работы в транспортной системе не менее 20 лет, в том числе в данном коллективе не менее трёх лет и в занимаемой должности два года;
- ранее награждённые медалью «За безупречный труд и отличие» I степени или одним из перечисленных нагрудных зн  ков (значков): «Почётный автотранспортник», «Отличник Аэрофлота», «Отличник воздушного транспорта», «Почётный работник аэронавигации России», «Почётный железнодорожник», «Почётному железнодорожнику», «Почётный работник горэлектротранспорта», «Почётный работник государственного надзора на транспорте», «Почётный работник Российской транспортной инспекции», «Почётный дорожник», «Почётный дорожник России», «Почётному работнику морского флота», «Почётный работник морского флота», «Почётному полярнику», «Почётный полярник», «Почётный работник речного флота», с момента награждения которыми прошло не менее пяти лет.

Независимо от стажа работы награждаются работники за отвагу и самоотверженность, проявленные при предотвращении аварий на транспорте, спасении участников аварийных ситуаций и пресечении противоправных действий на транспорте.
За особые заслуги в развитии транспортного комплекса, активное и эффективное сотрудничество в решении его проблем нагрудным знаком могут быть награждены работники федеральных органов исполнительной власти, органов исполнительной власти субъектов Российской Федерации, органов местного самоуправления, организаций других министерств и ведомств.

## Правила ношения
Нагрудный знак носится на правой стороне груди и располагается перед другими ведомственными знаками отличия и ниже государственных наград Российской Федерации, РСФСР и СССР. Нагрудный знак имеет порядковый номер.

## Описание награды
Нагрудный знак «Почётный работник транспорта России» представляет собой золотистый многоугольник, поверхность которого выполнена в виде расходящихся лучей.
В середине многоугольника - накладной земной шар, окаймленный белым эмалевым пояском: вверху слова: «Почётный работник», внизу слова: «транспорта России». Белый поясок имеет золотистые ободки. В центре знака - рельефное изображение средней эмблемы Министерства транспорта Российской Федерации — земного шара с наложенными на него крыльями, в середине которых изображена роза ветров.
Все изображения и надписи выпуклые. Земной шар покрыт голубой эмалью.
Средняя эмблема Министерства транспорта Российской Федерации выполнена из серебристого цвета с оттенением металла.
Основа нагрудного знака и накладка земной шар выполнены из металла томпак, а изображение накладной средней эмблемы Министерства транспорта Российской Федерации – из нейзильбера. Размер нагрудного знака между противолежащими вершинами 40 мм.
На оборотной стороне нагрудного знака располагается знак номера.
Нагрудный знак при помощи ушка и кольца крепится к четырёхугольной колодке, обтянутой муаровой лентой голубого цвета с одной полоской красного цвета шириной 10 мм и двумя узкими полосками по бокам колодки – с левой стороны белого цвета, с правой стороны – синего цвета. Ширина узких полос – 2 мм каждая.
Ширина колодки – 27 мм. Высота колодки – 24 мм. Ширина ленты – 24 мм.
На оборотной стороне колодки имеется приспособление для крепления нагрудного знака к одежде.